# Lustrochernes ariditatis
Espèce
Synonymes
- Chelanops ariditatis Chamberlin, 1923

Lustrochernes ariditatis est une espèce de pseudoscorpions de la famille des Chernetidae.

## Distribution
Cette espèce est endémique de Basse-Californie au Mexique. Elle se rencontre vers Bahía de las Ánimas.

## Description
La femelle holotype mesure 4 mm.

## Publication originale
- Chamberlin, 1923 : New and little known pseudoscorpions, principally from the islands and adjacent shores of the Gulf of California. Proceedings of the California Academy of Sciences, sér. 4, vol. 12, no 17, p. 353-387 (texte intégral).